# ロックアップ条項
ロックアップ条項(Lock-up provision)は、株式の売却制限、特定の株主に有利なオプション設定など、会社の経営資本や株式価格の安定化を目的に設ける契約条項である。日本では、主に新規株式公開の場面やM＆Aの場面で用いられる。ロックアップそのものが契約の主目的であるときは、ロックアップ契約（LocK-up agreement）ともいう。 

## ロックアップの種類

### 新規株式公開の場面でのロックアップ
新規株式公開時の株価の乱高下やインサイダー取引を防ぐため、株式公開の準備段階で主幹事証券会社と既存株主との間でロックアップ契約を締結することがあり、日本の証券市場では、株式公開から90日又は180日の間、既存株主の保有株式売却を制限することが一般的である。

### M&Aの場面でのロックアップ
スタートアップ企業を買収する際、買収後の事業の安定性確保を目的に、買収時の経営陣に対し、一定期間会社に残留することを求めることがあり、これをロックアップ条項、残留を求める期間をロックアップ期間という。
また、ある特定会社を買収しようとする買収者が複数存在するときに、買収対象となった会社が一方の買収者にのみ優遇・有利となる条件を設定することを指して、ロックアップということがあり、買収対象の会社の株式を安価・有利な条件で譲渡又は新規発行することは株式ロックアップ(stock lock-up)、資産を安価・有利な条件で譲渡することは資産ロックアップ(asset lock-up)と分類される。
買収防衛策としての株式ロックアップの手法としてポイズンピルが知られており、日本の事例としては、ニッポン放送の経営権問題に端を発する2005年のフジテレビへの新株予約権発行問題、2007年のブルドックソース事件での新株予約権発行が挙げられる。

## ロックアップの適法性
買収防衛策としてのロックアップの適法性には諸説あり、日本でもブルドックソース事件での新株予約権発行は適法だったと判断された一方、ニッポン放送事件での新株予約権発行は株主利益を害するとして差し止められた。 
アメリカでもロックアップの適法性は個々の事件ごとに判断されているが、1986年のRevlon判決以降は、買収対象会社の経営陣は自社の売却価格最大化のために合理的な行動をとるべきとする考え方（レブロン基準）が一般化しつつある。 